# Volvo 7700
Le Volvo 7700 est un modèle d'autobus construit en Pologne de 2004 à 2011. Depuis, il est remplacé au catalogue par le Volvo 7900. La carrosserie de ce bus est réalisée en Pologne par Volvo. Il remplace le Volvo 7000 produit jusqu'en 2004.
L'autobus est disponible en deux variantes : le véhicule à deux essieux de 12 mètres (Volvo 7700) et l'autobus articulé de 18 mètres  (Volvo 7700 A, "A" se trouve pour Articulated).

## Versions
Il existe 3 versions à ce jour:

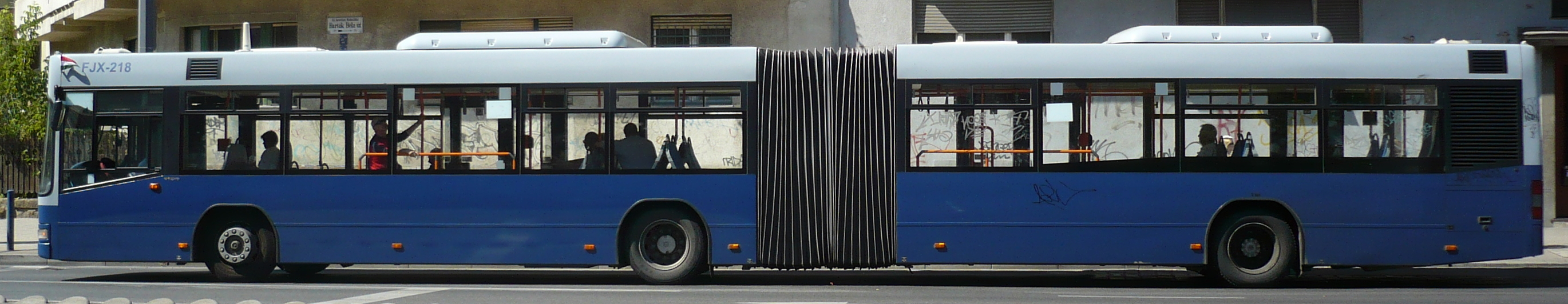
Volvo 7700 A.

- Volvo 7700 : standard, longueur 12 mètres, 2 essieux, 2 ou 3 portes.
- Volvo 7700 A : Articulé, longueur 18 mètres, 3 essieux, 3 ou 4 portes.
- Volvo 7700 Hybride : longueur 12 mètres, 2 essieux,2 ou 3 portes.

Selon le modèle, il peut transporter jusqu'à 150 voyageurs. Mais tous les modèles ont la même largeur de 2,55 mètres.
Le modèle existe aussi en version Gaz Naturel Compressé
Présenté en 2009, la version hybride permettrait selon Volvo, d'économiser 30 % de consommation de carburant.
Lors du freinage, l'énergie est récupéré dans des batteries qui la réutilisent au démarrage.